# 強力!木スペ120分
『強力!木スペ120分』（きょうりょく もくスペひゃくにじっぷん）は、1997年10月9日から1998年9月24日までフジテレビ系列局（クロスネット局のテレビ大分とテレビ宮崎も含む）が編成していた単発特別番組枠である。全47回。編成時間は毎週木曜 19:00 - 20:54 （日本標準時）。

## 概要
火曜19:30枠に編成されていた『火曜ワイドスペシャル』（以下『火WSP』と表記）との入れ替わりでスタートした枠で、同枠で不定期放送されていた番組をいくつか引き継いでいた。本枠の編成により、この木曜19:00枠が単発特番枠になり、『火WSP』が編成されていた火曜19:30枠がレギュラー番組枠になった。
本枠には、CGを使ったオープニングタイトルが用意されていた。この映像の内容は、画面上部に枠付きの「強力！」の文字が宇宙空間に登場した後、画面中央部に「木」「ス」「ペ」の文字が次々と登場。最後に枠付きの「120分」が出てタイトルロゴが完成し、それらのバックに「8」のナンバー入りのロケットが飛行してオープニングが終了という流れになっていた。

## 放送番組一覧
| 放送日   | 番組名                                                                      | 主な出演者 | 備考                                                      |
| 1997年   | 1997年                                                                      | 1997年 | 1997年                                                    |
| -------- | --------------------------------------------------------------------------- | --- | --------------------------------------------------------- |
| 10月9日  | 劇的瞬間スペシャル!衝撃映像未体験ゾーン                                     | 安藤優子、笠井信輔（当時フジテレビアナウンサー） |                                                           |
| 10月16日 | 奇跡の生還者3 生死を分けた運命の一瞬                                        | 南原清隆、黒岩祐治、松たか子 |                                                           |
| 10月30日 | クイズ・おやじっちこどもっち                                                | 田代まさし、鈴木紗理奈、笑福亭鶴瓶、中尾彬、渡辺正行、関根勤、ガッツ石松、研ナオコ、秋野暢子、大場久美子、榊原郁恵、安達祐実、SPEED、遠藤久美子、櫻井翔                              |                                                           |
| 11月6日  | さんま・鶴瓶の爆笑めざまし調査隊スペシャルⅢ                                 | 明石家さんま、笑福亭鶴瓶、大塚範一、八木亜希子（当時フジテレビアナウンサー）、鈴木蘭々、佐々木主浩、安藤優子                                                                         |                                                           |
| 11月13日 | 世界の超豪華・珍品料理 パート14                                             | うつみ宮土理、榊原郁恵、松本伊代、モト冬樹、清水アキラ、美川憲一、ダチョウ倶楽部、岡本夏生、矢部美穂、羽田恵里佳                                                                     | 『火WSP』から移行                                         |
| 11月20日 | ドリフ大爆笑'97・出血大豪華版                                               | ザ・ドリフターズ | 『火WSP』から移行                                         |
| 11月27日 | 第22回 爆笑スターものまね王座決定戦 チャンピオン大会                        | 井上順、榊原郁恵、松本伊代、清水國明、栗田貫一、清水アキラ、ビジーフォー、松居直美、布施辰徳、ダチョウ俱楽部、笑福亭笑瓶、中島マリ                                                   | 『火WSP』から移行                                         |
| 12月4日  | さんまの第11回オールスタースポーツするぞ大放送                              | 明石家さんま、ナインティナイン、今田耕司、東野幸治、猿岩石、マイケル富岡、藤原紀香、佐々木主浩、井手らっきょ、にしきのあきら、鈴木亜久里、中島悟                                     | シリーズ最終作                                            |
| 12月18日 | 全国そっくり名人ものまね大賞                                                | | 『火WSP』から移行                                         |
| 12月25日 | ドリフ大爆笑'97 大噴火版                                                    | ザ・ドリフターズ | 新作と過去の傑作選を放送。                                |
| 1998年   |                                                                             | |                                                           |
| 1月8日   | たけし親方の全国ニッカポッカ選手権                                          | ビートたけし |                                                           |
| 1月15日  | かくし芸35周年あのシーンをもう一度 秘蔵VTR100連発スペシャル                 | 中居正広、松本明子、原千晶 | 『新春かくし芸大会』35周年記念番組                        |
| 1月22日  | 泣いた!笑った!森田健作と細川ふみえの大家族の父さん母さん入門奮戦記          | 森田健作、細川ふみえ |                                                           |
| 1月29日  | 今夜あなたが目撃者 新宿大捜索！愛と欲望・突撃!危ない現場100連発             | 小林清志（ナレーター） | 『火WSP』から移行                                         |
| 2月5日   | うわっ!!懐かしい・名作アニメ＆ドラマ＆CMベスト100                           | |                                                           |
| 2月12日  | 料理の鉄人 名勝負ベスト50                                                   | 鹿賀丈史、西村雅彦、野村沙知代、福井謙二、西山喜久恵、陳建一、坂井宏行、中村孝明、神戸勝彦、石鍋裕、道場六三郎                                                                       |                                                           |
| 2月26日  | あなたが選ぶ! ものまね王座決定戦ベスト101 パート8                           | 井上順、清水國明、うつみ宮土理、森本レオ、野口五郎、定岡正二、ダチョウ俱楽部 | 『火WSP』から移行                                         |
| 3月5日   | モノ食う世界最強のカラダたち                                                | 古舘伊知郎、舞の海、川島なお美、田村亮子、大林素子 |                                                           |
| 3月12日  | ドキッ!丸ごと水着 女だらけの水泳大会                                        | 田代まさし、ヒロミ、木佐彩子（以上司会）、三宅正治（実況）、伊津野亮（ナレーター）、C.C.ガールズ、シェイプUPガールズ                                                                 | 『火WSP』から移行。シリーズ最終作                         |
| 3月19日  | ウソだろ!! スゴイぞ!! 世界のビックリ達人大集合!! これが神業100連発だ        | キャイ〜ン（ウド鈴木・天野ひろゆき）、山田まりや（3人共・声の出演）、中西学 |                                                           |
| 3月26日  | スターどっきり㊙報告 平成ベストテン                                         | 田代まさし、KinKi Kids | 『火WSP』から移行                                         |
| 4月9日   | まだまだ続く大家族'98春SPーひとつ屋根の下                                   | |                                                           |
| 4月16日  | ドリフ大爆笑'98                                                             | ザ・ドリフターズ、山田まりや、C.C.ガールズ、矢部美穂、ブラザー・コーン、DJ_FUMIYA、GAKU-MC                                                                                           | [ 注 3 ]                                                  |
| 4月23日  | 春のドラマ&アニメ祭り                                                       | 笑福亭鶴瓶、研ナオコ、田代まさし、林家こぶ平、笑福亭笑瓶、川合俊一、神田うの、内山信二、木佐彩子（当時フジテレビアナウンサー）                                                       |                                                           |
| 5月7日   | さんま・鶴瓶の爆笑めざまし調査隊スペシャル4                                 | 明石家さんま、笑福亭鶴瓶、沢口靖子、荻原健司 |                                                           |
| 5月21日  | 宝クジ!生還!一攫千金!信じられない㊙奇跡の幸運!これでアナタも億万長者        | 黒柳徹子、笑福亭鶴瓶 |                                                           |
| 5月28日  | 発表・日本ものまね大賞!そして爆笑全国そっくり名人大賞!'98大同窓会スペシャル | 榊原郁恵、あのねのね、島崎和歌子、ガダルカナル・タカ |                                                           |
| 6月4日   | さんま・ナイナイのフランスW杯熱烈応援スペシャル                             | 明石家さんま、ナインティナイン、所ジョージ、中村玉緒、岡田武史、井原正巳、岡野雅行、川口能活、中山雅史、酒井法子                                                                     | 1998 FIFAワールドカップ関連番組                           |
| 6月11日  | 天国か地獄か!?不幸家族対抗!はじめてのしあわせ海外旅行                       | 内村光良、西山喜久恵、佐野瑞樹、榊原郁恵、キャイ～ン、石塚英彦 | 本枠唯一の2週連続企画                                     |
| 6月18日  | 天国か地獄か!?不幸家族対抗!はじめてのしあわせ海外旅行                       | 内村光良、西山喜久恵、佐野瑞樹、榊原郁恵、キャイ～ン、石塚英彦 | 本枠唯一の2週連続企画                                     |
| 7月9日   | 世界の超豪華・珍品料理 15                                                   | うつみ宮土理、美川憲一、西村知美、清水アキラ、モト冬樹、島崎和歌子、笑福亭笑瓶、ダチョウ倶楽部、松村邦洋、辺見えみり                                                                 | シリーズ最終作                                            |
| 7月16日  | スターの食卓㊙傑作選                                                        | | 同日のプロ野球ナイター中継「横浜×巨人」の中止によって放送 |
| 7月23日  | スターどっきり㊙報告・夏休み特別企画!超豪華!寝起きスペシャル                | 田代まさし、KinKi Kids、恵俊彰、藤原紀香、桑野信義、上島竜兵（ダチョウ俱楽部）、にしきのあきら、山本圭一（極楽とんぼ）、嶋大輔、高知東生                                             |                                                           |
| 7月30日  | 緊急報告!!UFO最新極秘情報                                                   | 矢追純一 | 『火WSP』から移行                                         |
| 8月6日   | ドリフ大爆笑'98 真夏のスーパーぶっとびスペシャル                            | ザ・ドリフターズ | 過去の傑作選。                                            |
| 8月20日  | 第31回 発表・日本ものまね大賞                                               | 榊原郁恵、あのねのね、島崎和歌子、ガダルカナル・タカ、翔 |                                                           |
| 9月3日   | サッチーが決める!芸能界超ラブラブ夫婦大賞                                   | 野村沙知代、久本雅美、渡辺正行、梅沢富美男、梅宮辰夫・梅宮クラウディア夫妻、上島竜兵・広川ひかる夫妻、川崎麻世・カイヤ夫妻、西尾拓美・西村知美夫妻、太田光（爆笑問題）・太田光代夫妻 |                                                           |
| 9月10日  | さんま・玉緒・美代子のいきあたりばったり珍道中「香港編」                    | 明石家さんま、中村玉緒、浅田美代子 |                                                           |
| 9月17日  | 志村けんのバカ殿様 メイクミラクル!                                          | 志村けん、田代まさし、桑野信義、辺見えみり、ナインティナイン、ダチョウ俱楽部、ネプチューン、さとう珠緒、柴田理恵                                                                     | 『火WSP』から移行                                         |
| 9月24日  | 今夜あなたが目撃者! 東京VS大阪 欲望の街 珍プレー100連発!!                   | | 最終回                                                    |

枠外特番
- 1997年10月23日：日本シリーズ中継「ヤクルト×西武」出演・近藤雄介、関根潤三、達川光男、佐々木主浩 ※18:30から放送
- 1998年1月1日：新春かくし芸大会 出演・中居正広、草彅剛、香取慎吾、八木亜希子、堺正章、中山秀征、ビートたけし、石井一久、谷繁元信、谷啓、野村克也、安藤優子、福嶋晃子、森光子、小堺一機
- 1998年2月19日：長野冬季オリンピック中継 出演・赤坂泰彦、斎藤陽子、橋本聖子、岡崎朋美、河野孝典、岡部哲也　
- 1998年4月30日：プロ野球中継「中日×巨人」※東海テレビ制作
- 1998年5月14日：プロ野球中継「横浜×巨人」
- 1998年6月25日：プロ野球中継「広島東洋×巨人」※テレビ新広島制作
- 1998年7月2日：プロ野球中継「ヤクルト×巨人」
- 1998年8月13日：プロ野球中継「横浜×巨人」
- 1998年8月27日：プロ野球中継「中日×巨人」※東海テレビ制作

参考：
『毎日新聞縮刷版』毎日新聞社、1997年10月9日 - 1998年9月24日付のラジオ・テレビ欄頁。